# 이외수
이외수(李外秀, 1946년 음력 8월 15일 ~ 2022년 4월 25일)는 대한민국의 작가이다.

## 생애
이외수는 외가가 있었던 경상남도 함양군에서 태어나, 강원도 인제군 본가에서 성장하였다.
1965년 춘천교육대학교에 입학했다가 1972년에 중퇴하고 같은 해 강원일보 신춘문예에 단편소설 《견습어린이들》로 등단했으며, 1975년 《세대》(世代)의 문예현상공모에서 중편 소설 《훈장》이 신인 문학상을 수상하면서 소설가로 이름을 알리게 되었다. 젊은 시절에는 인제군에서 임시교사로 일한 적이 있다.
춘천에서 30여 년간 거주하다가, 2006년 이후 강원도 화천군 상서면 다목리 감성마을에 거주하였다. 육군 제15사단 명예 홍보대사로 활동한 바 있다.
2020년 3월 22일 오후 6시 강원도 화천군 자택에서 뇌출혈로 쓰러져 한림대학교 춘천성심병원 응급실로 이송되어 수술을 받은 후 투병해 왔다. 2022년 3월 코로나-19 후유증으로 중환자실로 입원, 2022년 4월 25일 투병 중 폐렴으로 별세하였다.

## 가족
아버지는 예비역 대한민국 육군 상사 출신이며 현역 복무 시절에 한국 전쟁에 참전하여 화랑무공훈장을 받았으며, 사후 국립현충원에 안장되었다.
부인 전영자는 미스 강원 출신으로, 그와의 사이에는 두 명의 아들이 있다. 장남 이한얼은 영화 감독이고, 차남은 이진얼이다. 첫째 며느리는 설은영이다. 설은영은 KBS VJ특공대, 목포& 광주MBC에서 방송작가로 일했고 일간지 객원기자를 거쳐 프리랜서 기자로 활동 중이다. 2011년 조선일보 신춘문예 단편 소설 부문 당선작 '집시, 달을 굽다'로 등단했다.

## 경력
- 1975년 강원일보 근무
- 1977년 (춘천) 세종학원 강사
- 1978년 (원주) 원일학사 농심마니 회원

## 정치 성향
이외수는 인터넷을 통해 진보주의적인 정치성향을 드러내 왔다. 서울특별시장 선거기간 중에는 박원순 후보 선거대책위위원회의 멘토로 활동하였다. 진보 성향의 네티즌들은 이외수를 지지하기도 하였고, 언론도 그의 발언을 비중 있게 보도하였다. 당시 MBC에서는 무릎팍도사 등을 통해 이외수를 방송에 자주 노출시키면서 시대의 지식인으로 부각시켰다.
이외수는 트위터 팔로워 수가 150여만명에 육박하는 '파워 트위터리안'이다. 대한민국 18대 대통령 선거를 앞두고 안철수 후보와 만난 자리에서 "정치가 먼저 달라져야 한다"고 주문하며, "일단 싸울 때는 반드시 이기길 바라겠다"고 말했다. 또한 보수 성향의 네티즌들에게 "비열한 언사를 쓰면서 나를 공격하는 것은 무방하나 당신들이 추종하는 후보가 어느 날 내 트윗 한방으로 수십만 표를 잃게 된다는 걸 명심해라"라고 경고하였다.
2012년 서울특별시 교육감 재보궐선거 직전에는 박원순 서울특별시장의 측근으로 알려진 전교조 출신의 이수호 후보를 공개적으로 지지하였다.

## 사건
1988년 4월 14일에 서울지방검찰청 형사2부에 의해 대마관리법 위반 혐의로 구속됐다. 당시 그는 소설을 배우겠다고 찾아온 문학 지망생 소녀들과 상습적으로 모텔에서 혼숙을 하며 대마초를 피운 것으로 알려졌다. 검거 당시, 검찰은 대마초 35g과 대마초 종자 마자인 1.2kg을 증거물로 압수했다. 5월 10일 보석금 100만원을 내고 석방되었다.

## 발언
- 2010년 9월 이외수는 자신의 트위터에서 치킨 브랜드 BBQ에 대한 언급을 한달에 4번만 하면 1,000만원씩 입금해준다는 계약을 하였다고 밝힌 바 있다. 이에 대해 이외수는 "그 돈을 가난한 농촌 청소년들에게 전액 기증합니다"라고 밝혔다. 이에 대해서 진성호가 잘못알고 BBQ를 비윤리적으로 광고했다며 비판하여 논란이 불거지기도 했다.[9]
- 이외수는 타진요가 타블로에 대해 학력위조 논란을 야기시켰을 때 타블로를 옹호하였다. 이로 인하여 타진요 소속의 네티즌들과 대립하였고, 이외수는 "똥이 더러워 피한다면 이 세상은 결국 똥밭이 되고 만다."고 말하며 타진요와의 정면대결을 피하지 않겠다는 뜻을 밝혔다.[10] 형사재판에서 타블로 측이 승리하자 이외수는 "타진요 운영자는 저를 똥물에 튀겨 버리고 싶다는 말까지 서슴지 않는군요. 실소를 금치 못할 지경. 똥물에 튀겨 직접 먹을 거라면 그렇게 하라고 말해주고 싶습니다"라며 "하지만 똥통 속에서 허우적거리는 자신과 저질 선동에 속아 부화뇌동하고 있는 맹목적인 추종자들이나 먼저 구출한 다음에 너무 수준이 떨어져 측은지심까지 불러일으키는 그놈의 허세를 한 번 떨어보라고 말해주고 싶습니다"라고 적었다. 이어 "그들에게 묻고 싶습니다. 이따위 저질 선동에도 부화뇌동하는 수준이라니, 도대체 뇌가 있는 겁니까?"라고 강하게 타진요 측을 비판하였다.
- 2010년 10월, 중국이 조선족이 사용하는 조선어가 자국의 언어라고 주장하며 '조선어 국가표준 워킹그룹'을 구성해 스마트폰과 태블릿PC, PC 키보드용 조선어 입력 표준, 소스코드, 지역식별자 등에 대한 표준안 마련을 위해 일명 한글공정을 추진하자 이외수는 "우리가 한글이라는 보물을 가지고 있으면서도 귀중함을 모르고 소홀히 하니 중국이라는 도둑이 이를 훔치려는 마수를 노골적으로 드러내고 있다"라며 비판했다. 또 "중국이 한글을 중국의 문화유산이라고 우기는 것은 한국이 만리장성을 한국의 문화유산이라고 우기는 것과 무엇이 다르랴"라며 일침을 가했다.[11]
- 제주해군기지 건설 추진 당시 이외수는 트윗으로 "돌에게도 생명과 감정이 있습니다. 구럼비 바위를 폭파하지 마세요"라고 해군기지 건설에 반대 입장을 밝혔다.[12]
- 이외수는 2013년 10월 25일 독도의 날을 맞아 자신의 트위터에 “독도는 한국 땅, 그리고 오늘은 독도의 날”이라는 글을 반복해서 올렸고,“독도는 천지개벽을 하는 날이 와도 한국 땅입니다. 일본은 세슘에 초밥 말아먹는 소리 그만해야 합니다"라는 글을 올렸다.[13]
- 이외수는 2011년 11월 15일 자신의 트위터에 "일본 아베 총리가 한국을 '어리석은 나라'로 폄훼했다"면서 "총리님 이성을 완전히 잃으신 것 같은데 뇌검사 한번 해 보시지요"라고 글을 남겼다.[14]
- 이외수는 2014년 세월호사건과 관련하여 '가난한 아이들이 경주나 갈 것이지 배를 타고 제주도에 갔다'라고 발언한 한기총 조광작 목사를 향해 '십자가에 못박고 싶은 충동이 일어났다'며 강력하게 비판하였다.[15]
- 이외수는 2014년 6월 10일 "한국 축구 4대 0으로 가나에 침몰. 축구계의 세월호를 지켜보는 듯한 경기였다"라는 트윗을 남겼다. 부적절한 표현이라고 문제제기하는 네티즌들을 '난독증' '곤계란' 등의 표현으로 비난하다 결국 여론이 악화되자 트위터를 통해 공식 사과하고 문제의 글을 삭제하였다.[16][17]

## 이외수 문학관
2012년 8월 12일 강원도 화천군 상서면 다목리 799번지 감성마을에 이외수 문학관이 개관되었다. 화천군이 75억원의 예산을 들여 연면적 1243m2에 전시관 964m2, 영상실 48m2, 수장고 115m2, 퍼포먼스공간 55m2, 중앙정원 339m2를 조성하였다.

## 비판
일부 문학가들에 의해 문단의 평가에 비해 지나치게 과대평가된 소설가라는 비난과 함께 문학관 건립이 혈세 낭비라는 주장이 제기되었다.
- ‘화천군민이 불과 2만5000명인데 이외수 작가를 위한 감성마을에 100여억 투자’라는 윤정훈 목사의 비판을 네티즌이 마광수 연세대학교 교수의 홈페이지에 올리자, 마광수 교수는 답변을 통해 "군민 혈세로 호화 주택이나 지어주고 있으니 우리나라 행정가 나으리들의 무지몽매함이 드러난다"고 답하였다.
- 이기식 고려대학교 독어독문학과 교수는 2013년 1월 23일 한국경제연구원의 칼럼에서 "감성마을은 좌우파의 문제도 아니라 돈을 매개로 예술과 정치가 서로 결탁한 것에 불과하다"면서 "예술을 위한 감성이 아니라 자신의 이익에 충실한 '이익 감성' 뿐"이라고 비난했다.

## 작품

### 소설
- 《훈장》 1975년
- 《꿈꾸는 식물》 1978년
- 《겨울나기》 1980년
- 《장수하늘소》 1981년
- 《들개》 1981년
- 《칼》 1982년
- 《산목(상)》 1987년
- 《벽오금학도》 1992년
- 《황금비늘》 1997년
- 《괴물》 2002년
- 《장외인간》 2005년
- 《완전변태》 2014년[19]
- 《들개》 2014년[20]
- 《벽오금학도》 2014년[21]
- 《보복대행전문 주식회사》 2017년

### 시집
- 《풀꽃 술잔 나비》 1987년
- 《그리움도 화석이 된다》 2000년
- 《그대 이름 내 가슴에 숨쉴 때까지》 2006년

### 에세이
- 《내 잠 속에 비 내리는데》 1985년
- 《말더듬이의 겨울수첩》 1986년
- 《감성사전》 1994년
- 《그대에게 던지는 사랑의 그물》 1998년
- 《날다 타조》 2003년
- 《하악하악》 2008년
- 《청춘불패》 2009년
- 《아불류 시불류》 2010년
- 《코끼리에게 날개 달아주기》 2011년
- 《마음에서 마음으로》 2013년[22]
- 《먼지에서 우주까지》 2016년

### 그 외
- 《사부님 싸부님 1, 2》 1983년
- 《감성사전》 1994년
- 《흐린세상 건너기》 2002년
- 《외뿔》 2001년
- 《내가 너를 향해 흔들리는 순간》 2003년
- 《뼈》 2003년
- 《글쓰기의 공중부양》 2006년[23]
- 《여자도 여자를 모른다》 2007년
- 《파로호》 2013년[24]

## 그 외 출연

### 방송
- MBC  《오늘밤 좋은밤》 '알까기' 명인전(2001년 4월 23일)(전유성과 동반 출연)
- KBS2 예능프로그램 《해피선데이 : 1박 2일》 - 강원도 화천군 편
- MBC 일일 시트콤 《크크섬의 비밀》 - 해적 선장 역
- KBS2 《해피선데이 : 남자의 자격》 - 죽기전에 해야할 101가지
- MBC  《웃음버라이어티 꿀단지》 '2010 알까지 제왕전'(2010년 7월 25일)(김태원과 동반 출연)[25]
- MBC 표준FM 《이외수의 언중유쾌》
- MBC DRAMA 《부엉이》
- 온게임넷 《켠김에 왕까지》 73, 74회
- KBS2 《살림하는 남자들》
- KBS1 《TV는 사랑을 싣고》

### 광고
- 광고 하하하 - 피겨 도전 편
- LGU+ 온국민은 yo (2010년)